# TV Morava
TV Morava je regionální televizní stanice vysílající v Olomouckém kraji.

## Historie
TV Morava, s. r. o. vznikla v roce 1998 na základě regionálního vysílání v síti kabelové televize Kabel Plus a svůj program vysílala v rámci vysílání televize Prima v Olomouckém kraji. V roce 2008 se televize stala členem nově založené sítě regionálních televizních studií televize R1. V roce 2014 získala společnost licenci pro 24hodinové vysílání v Olomouckém kraji, kde začala vysílat svůj kanál pod původním názvem TV Morava.
Během uzavření měst Litovel, Uničov a obce Červenka v březnu 2020 využil Olomoucký kraj vysílací čas na kanálu TV Morava pro komunikaci s občany v dotčené oblasti.
Od roku 2023 vlastní 100% podíl společnost RK INVESTIČNÍ s.r.o.